# Voisins (film)
Pour les articles homonymes, voir Voisins.
Pour plus de détails, voir Fiche technique et Distribution.
Voisins (Neighbours) est un film expérimental canadien du réalisateur Norman McLaren réalisé en 1952. Produit par l'Office national du film du Canada, ce film utilise la technique de la pixilation, qui traite les acteurs humains comme des objets filmés en stop motion, c'est-à-dire image par image. McLaren a créé la musique de son film en grattant directement sur la bande sonore (en) de la pellicule des ronds, des lignes et des triangles que le projecteur reconnaît comme des sons.
Le film a été inscrit au registre international Mémoire du monde en 2009.

## Synopsis
Deux voisins, vivant dans des maisons jumelles en carton, cohabitent en paix jusqu'à ce qu'une fleur pousse sur la frontière séparant leurs jardins. Chacun revendiquant la possession de la fleur, ils se battent et finissent par s'entretuer.

## Fiche technique
- Titre : Voisins
- Titre original : Neighbours
- Réalisation : Norman McLaren
- Scénario : Norman McLaren
- Musique : Norman McLaren
- Photographie : Wolf Koenig
- Son : Clarke Daprato
- Montage : Norman McLaren
- Production : Norman McLaren
- Société de production : Office national du film du Canada
- Société de distribution : Office national du film du Canada
- Pays de production :  Canada
- Genre : animation
- Format : 35 mm
- Durée : 8 minutes 6 secondes
- Date de sortie : 1952

## Distribution
- Grant Munro
- Jean-Paul Ladouceur

## Controverse
Voisins est connu comme "l'un des films les plus controversés que l'ONF ait jamais fait" . En effet, le film est engagé politiquement :

« C'est un séjour d'une année en République populaire de Chine qui m'a inspiré pour Voisins. Bien que je n'aie assisté qu'aux débuts de la révolution maoïste, cela a revigoré ma foi en la nature humaine. Quand je suis revenu au Québec, la guerre de Corée a commencé. (...) J'ai décidé de réaliser un film fort sur l'anti-militarisme et contre la guerre. »

— Norman McLaren
Mais la version de Voisins qui a reçu un Oscar n'était pas la version originellement créée par Norman McLaren. Pour ne pas choquer le public américain et européen, il lui avait été demandé de retirer la scène dans laquelle les deux hommes, dans leur bataille pour la fleur, assassinent leurs femmes et enfants réciproques.
L'opinion publique avait évolué lors de la guerre du Viêt Nam, et McLaren a réinséré la séquence dans le film. Le négatif original de cette scène ayant été détruit, c'est à partir d'une pellicule positive de moindre qualité que les images ont été récupérées.

## Distinctions
Voisins a remporté un Canadian Film Award et un Oscar, pour lequel il avait été nommé dans deux catégories : Meilleur court-métrage documentaire et Meilleur court-métrage en une bobine. Bien que le film soit une fiction stylisée et dramatisée, c'est dans la catégorie Documentaire que le film a remporté le prix.
Le court-métrage a été classé « chef-d'œuvre » par le Trust pour la préservation audiovisuelle du Canada (en), une association chargée de préserver et promouvoir l'héritage audiovisuel du Canada.
Finalement, le film a été inscrit au registre international Mémoire du monde en 2009.